# 우마무스메 프리티 더비 (애니메이션)
《우마무스메 프리티 더비》(ウマ娘 プリティーダービー)는 Cygames에 의한 미디어 믹스 컨텐츠 〈우마무스메 프리티 더비〉를 원안으로 한 애니메이션 시리즈다. 2020년 4월부터 6월까지 TV 애니메이션화로 방영되었다. 2021년 1월부터 3월까지 제2기가 방영되었다. 2023년 10월부터 제3기가 방영되었다.